# Donghuanghuachuan
Donghuanghuachuan (kinesiska: 东黄花川乡, 东黄花川) är en socken i Kina. Den ligger i provinsen Hebei, i den norra delen av landet, omkring 210 kilometer öster om huvudstaden Peking. Antalet invånare är 5 915. Befolkningen består av 2 694 kvinnor och 3 221 män. Barn under 15 år utgör 18,0 %, vuxna 15-64 år 73 %, och äldre över 65 år 7,0 %.
Genomsnittlig årsnederbörd är 961 millimeter. Den regnigaste månaden är juli, med i genomsnitt 284 mm nederbörd, och den torraste är januari, med 2 mm nederbörd.